# Love Songs Love Series
Love Songs Love Series (trascritto in thailandese anche come เลิฟซองส์เลิฟซีรีส์) è una serie televisiva antologica thailandese trasmessa sulla rete GMM 25, ispirata alla serie di romanzi "Love Songs Love Stories" di Nitipong Honark. Ogni stagione è divisa in gruppi autoconclusivi di episodi, ognuno con il titolo di una canzone e con differenti trame e personaggi.
Pochi mesi prima del debutto è andata in onda una serie analoga, Love Songs Love Stories, che ha portato altri romanzi della serie su schermo.
La prima stagione è andata in onda dal 4 maggio al 28 luglio 2016, in sei gruppi di episodi; la seconda stagione dal 5 marzo al 31 dicembre 2017, in nove gruppi di episodi; la terza stagione dal 17 marzo al 30 giugno 2018, in quattro gruppi di episodi.

## Episodi
| Stagione         | Episodi | Prima TV |
| ---------------- | ------- | -------- |
| Prima stagione   | 26      | 2016     |
| Seconda stagione | 39      | 2017     |
| Terza stagione   | 16      | 2018     |

## Serie spin-off

### Love Songs Love Series To Be Continued - Prom likit
Love Songs Love Series To Be Continued - Prom likit (thailandese: Love Songs Love Series To Be Continued พรหมลิขิต) è una continuazione dell'omonimo quarto gruppo di episodi della prima stagione. È andata in onda dal 1º al 30 marzo 2017 in dieci episodi. Nel cast principale vi sono Teeradon Supapunpinyo, Kemisara Paladesh, Chatchawit Techarukpong e Kornrawich Sungkitbool.

### Love Songs Love Series To Be Continued - Kob koon tee ruk gun
Love Songs Love Series To Be Continued - Kob koon tee ruk gun (thailandese: Love Songs Love Series To Be Continued ขอบคุณที่รักกัน) è una continuazione dell'omonimo quinto gruppo di episodi della prima stagione. È andata in onda dal 5 al 27 aprile 2017 in otto episodi.
Nel cast principale vi sono Sarit Trilertvichien, Narikun Ketprapakorn, Soraya Titawasira e Natakit Nanthapanich.

### Love Songs Love Series To Be Continued - Peuan sanit
Love Songs Love Series To Be Continued - Peuan sanit (thailandese: Love Songs Love Series To Be Continued เพื่อนสนิท) è una continuazione dell'omonimo terzo gruppo di episodi della prima stagione. È andata in onda dal 3 al 25 maggio 2017 in otto episodi. Nel cast principale vi sono Chanon Santinatornkul, Pavadee Komchokpaisan e 
Chanchalerm Manasaporn, mentre fanno parte dei ricorrenti Nutthasit Kotimanuswanich e Thanabordee Jaiyen.

### Love Songs Love Series To Be Continued - Reung tee kho
Love Songs Love Series To Be Continued - Reung tee kho (thailandese: Love Songs Love Series To Be Continued เรื่องที่ขอ) è una continuazione dell'omonimo ottavo gruppo di episodi della seconda stagione. Va in onda dal 7 luglio 2018 per poi finire il 25 agosto dello stesso anno, in otto episodi. Nel cast principale vi sono  Oabnithi Wiwattanawarang e Chayanit Chansangavej, mentre fanno parte dei ricorrenti Sarannat Praduquyamdee, Tawan Vihokratana, Akrapon Eiamsombat, Khemarat Soonthornnont, Khwanruedi Klomklom e Wachara Pan-Iom.